# Santuario di San Vito (San Vito Lo Capo)

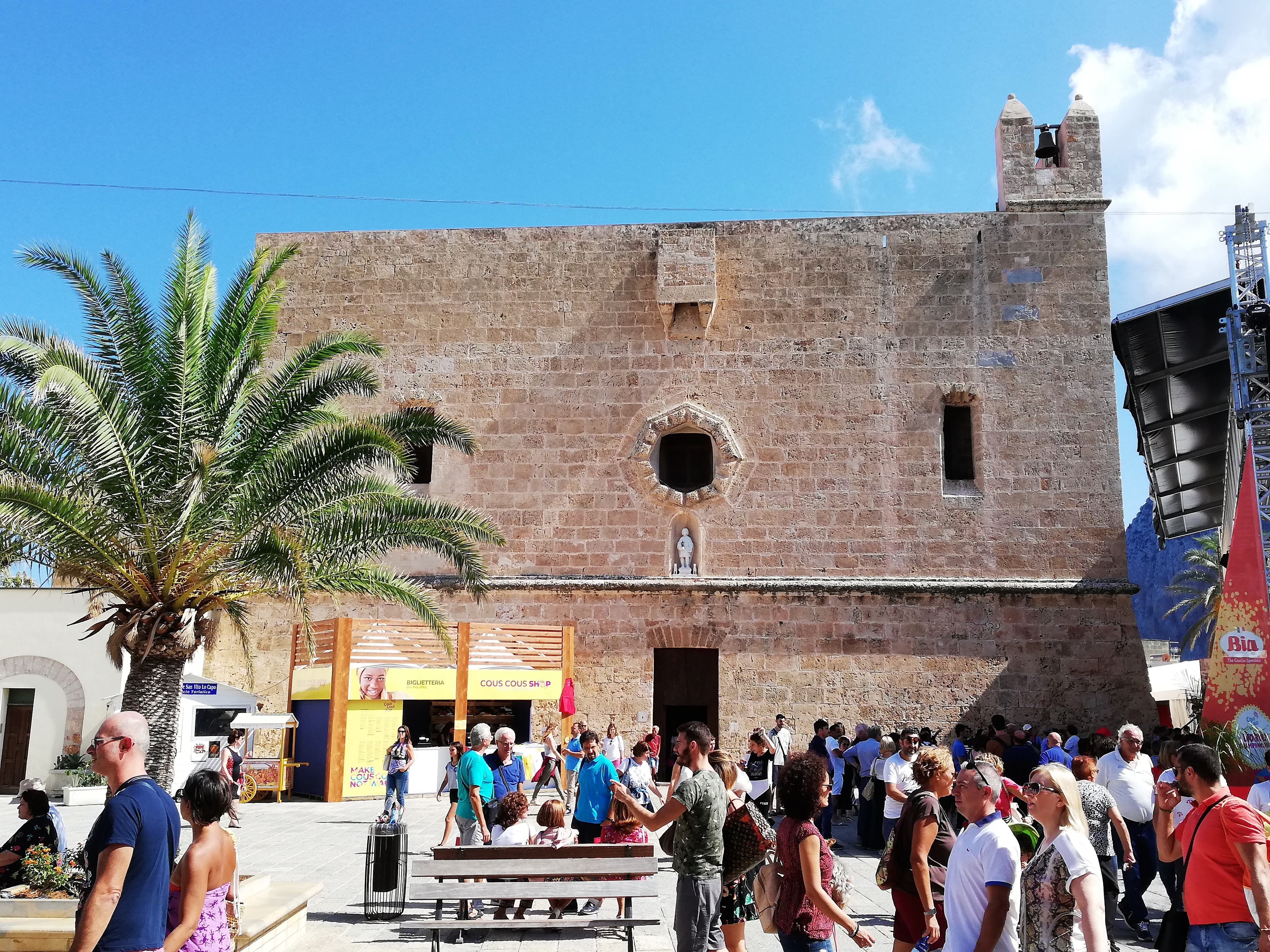
Santuario.

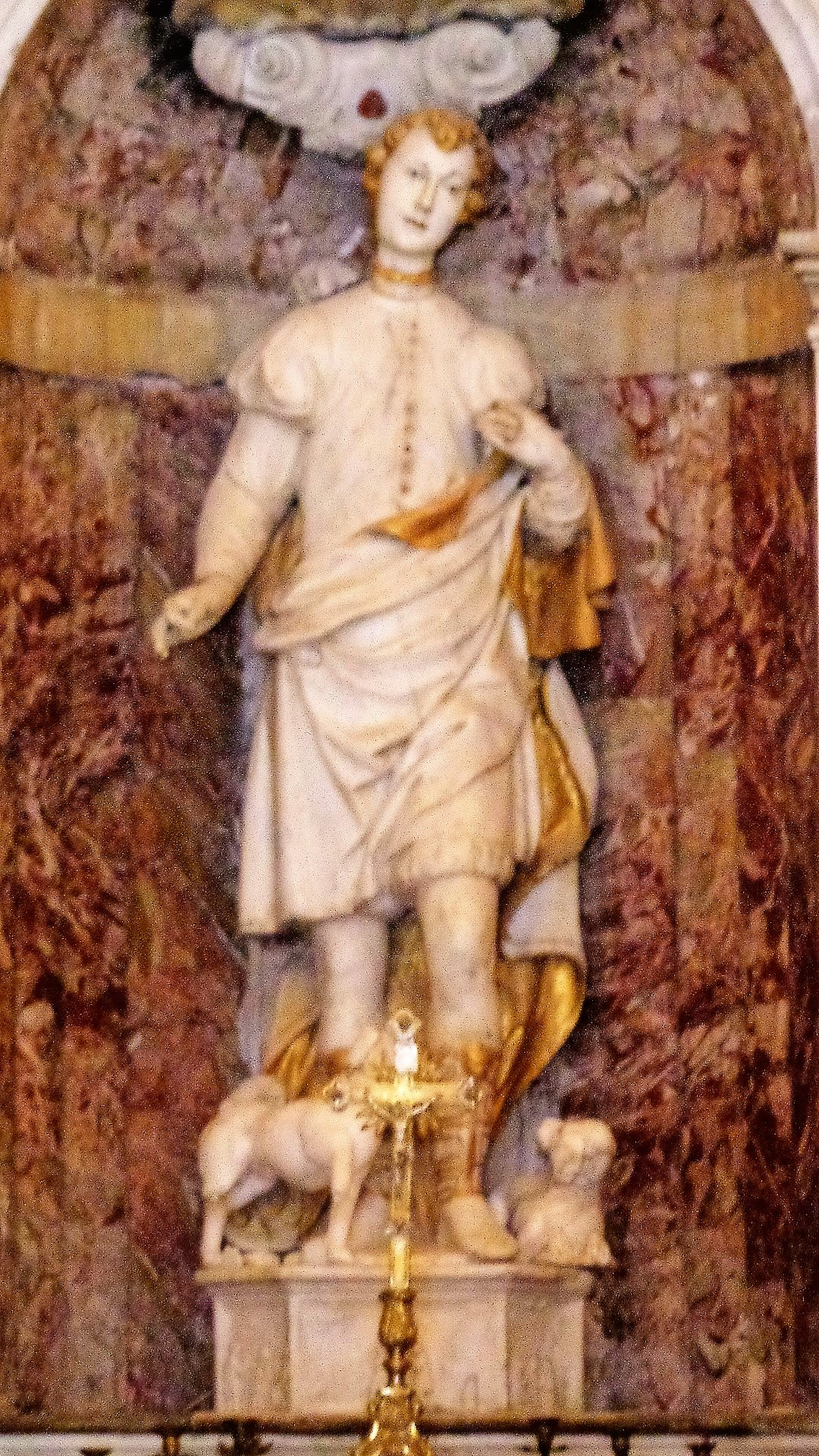
San Vito Martire, statua nella cappella omonima.

Il santuario di San Vito è un luogo di culto cattolico il cui prospetto principale si affaccia su via Savoia, angolo via Santuario, sorge nel centro storico di San Vito Lo Capo. È la più grande delle chiese cittadine, appartenente alla diocesi di Trapani, vicariato agro - ericino sotto il patrocinio di Santa Maria Assunta, arcipretura di San Vito Lo Capo parrocchia di San Vito.

## Storia

### Epoca romano - bizantina
- IV - V secolo, Ambienti ipogei: preesistenze attualmente identificabili nel nucleo centrale frutto di sedimentazioni, sovrapposizioni, stratificazioni, accavallamenti di stili in epoche diverse a partire dall'amministrazione dell'imperatore Costantino.[1]

### Epoca normanna - sveva
- 1154, Il viaggiatore arabo Muhammad al-Idrisi al servizio di Ruggero II d'Altavilla,[1] nelle sue escursioni geografiche documenta l'esistenza di un luogo di culto dedicato al martire in epoca normanna.

Documenti dell'archivio comunale di Erice (Montis Sancti Juliani) danno per esistente una vera e propria chiesa già nel 1241 costruita dai fedeli di Erice, della cui "Universitas" il territorio sanvitese faceva parte.

### Epoca aragonese - spagnola

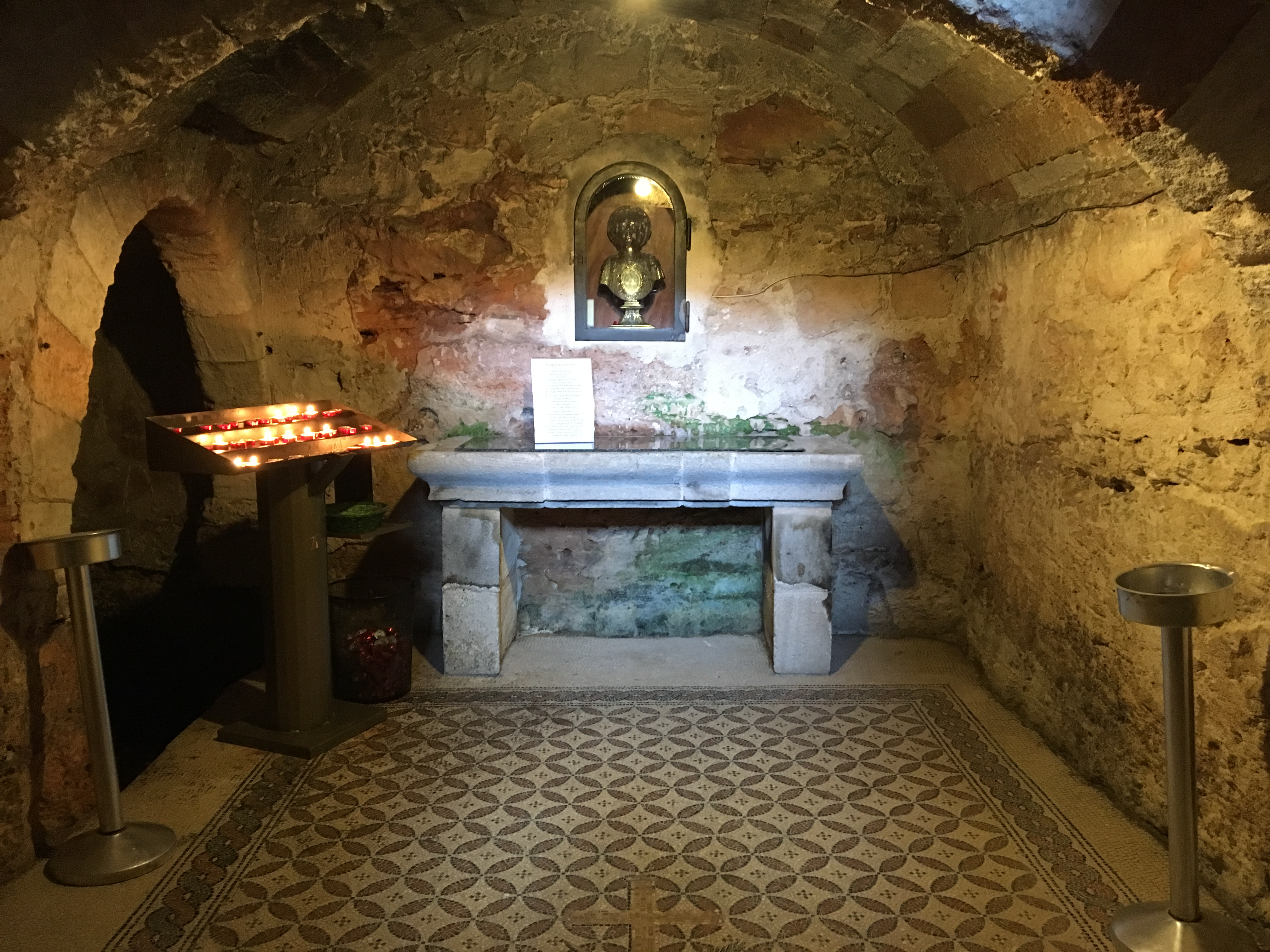
La Cripta sede dei pozzi.

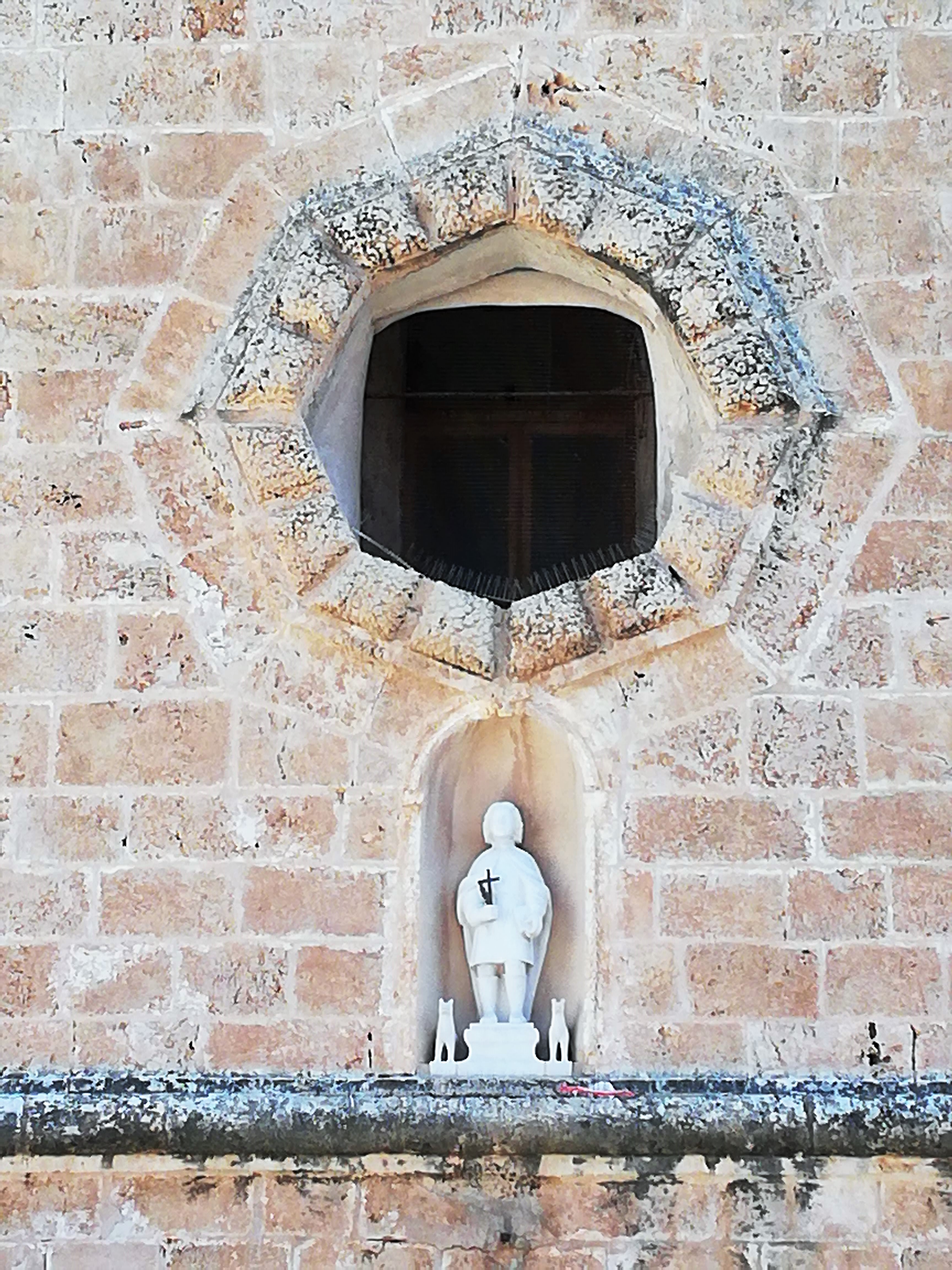
Oculo, facciata.

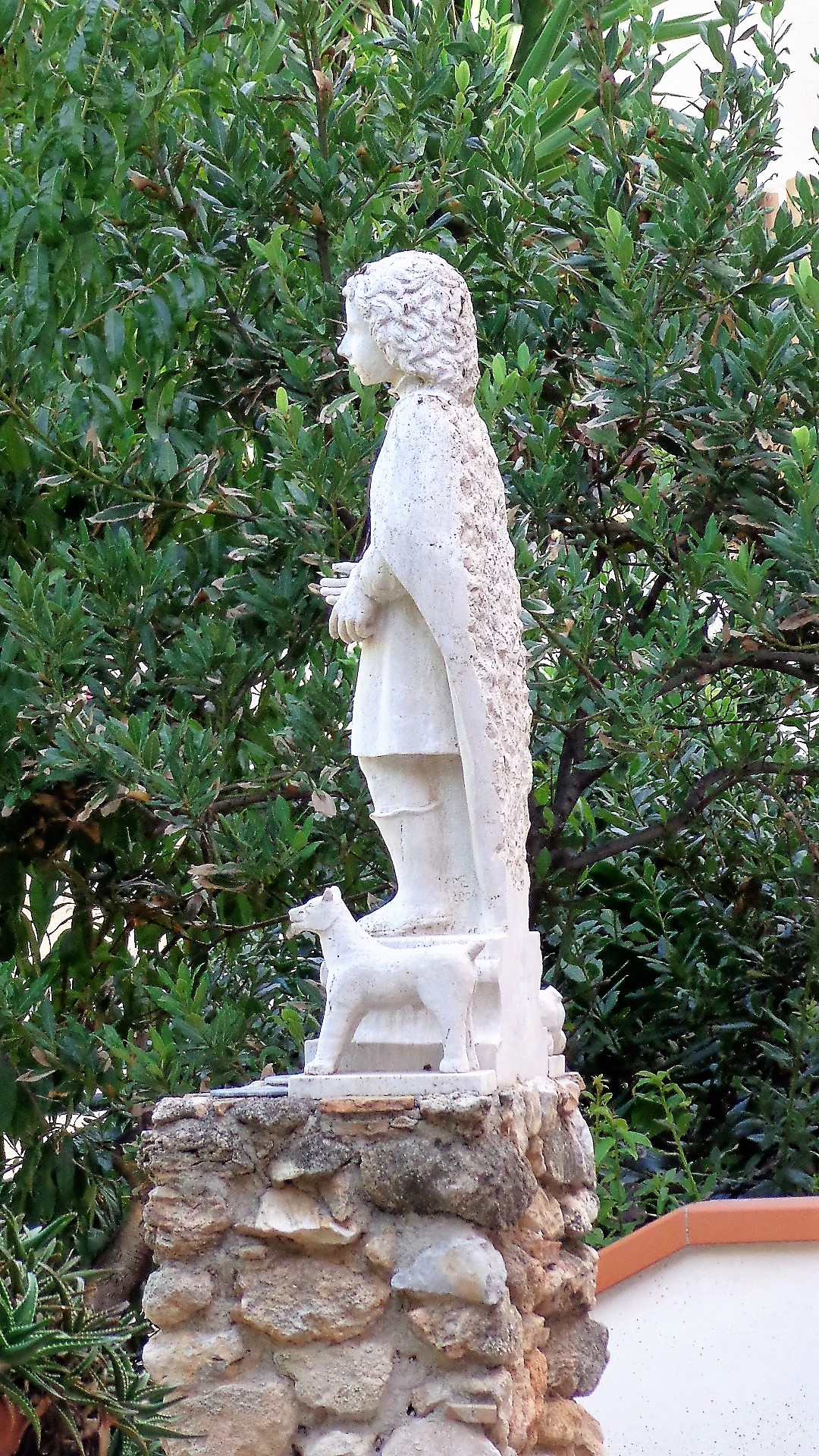
San Vito Martire, statua giardini.

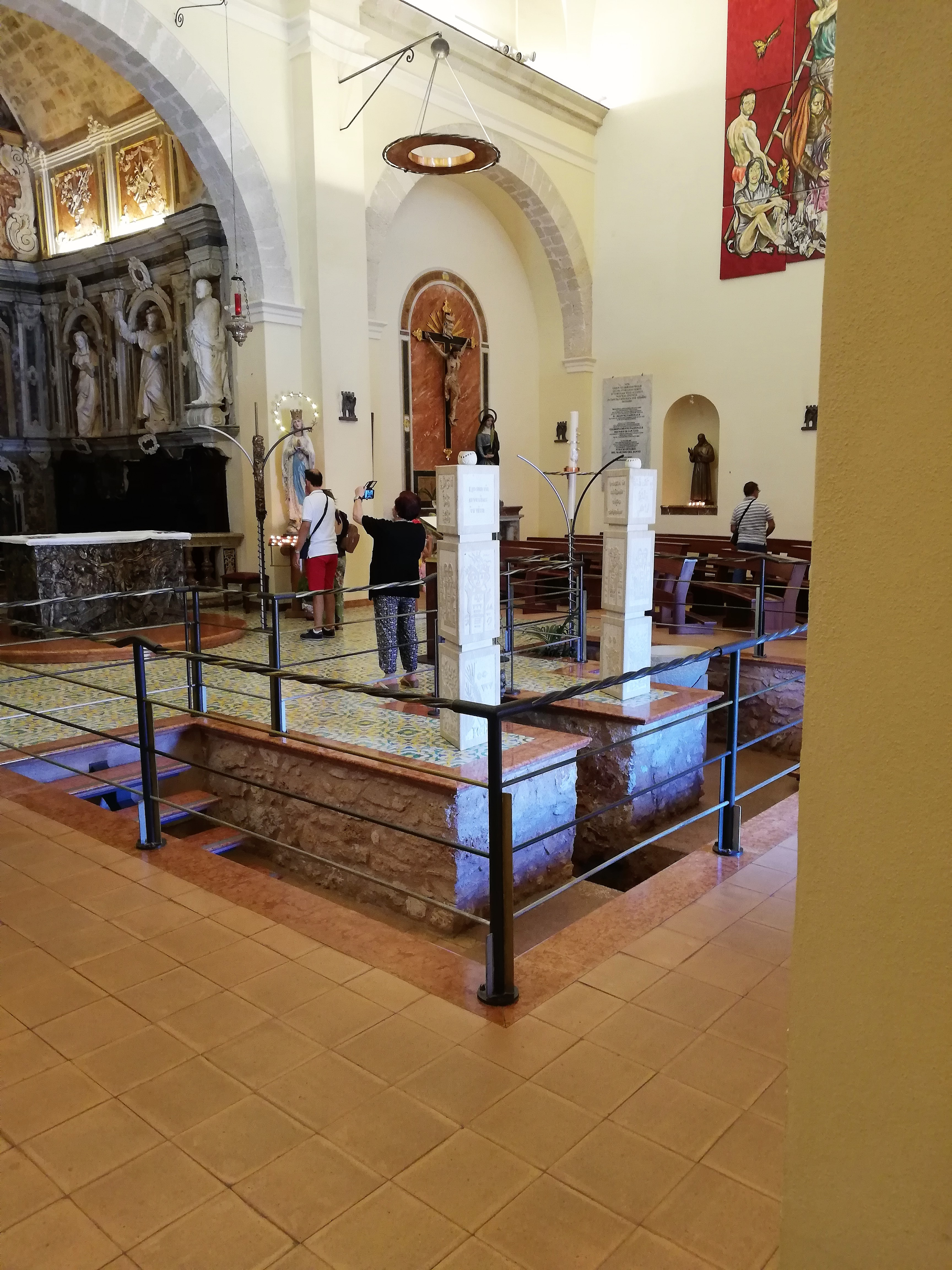
Interno.

La prima costruzione, realizzata intorno al trecento, fu una piccola cappella dedicata a San Vito martire.
Il tempio fu arricchito con i proventi delle indulgenze concesse da papa Innocenzo VIII nel 1485.
Col tempo crebbe la fama della chiesa e dei "miracoli" attribuiti al martire Vito e a Santa Crescenzia, quindi per accogliere i numerosi fedeli che arrivavano in pellegrinaggio, - soprattutto, per difenderli da ladri e banditi - l'originaria costruzione andò trasformandosi in una fortezza-alloggio. Tale realizzazione risale alla fine del quattrocento. Fin dall'inizio, il Santuario fu centro di una grande devozione, e la fama dei miracoli che il Santo qui operava varcava anche i confini della Sicilia, richiamando in ogni stagione numerosissimi pellegrini. Anche gli stessi corsari, nemici dichiarati della fede cattolica, avevano rispetto per il Santo e per il suo tempio.
Nel frattempo aumentavano i pericoli di incursioni di pirati barbareschi, così, lungo le coste dell'isola, cominciarono ad essere edificate numerose torri di avvistamento su proposta dell'imperatore Carlo V, con la supervisione del viceré di Sicilia Marcantonio Colonna furono potenziati i sistemi difensivi di molti centri costieri dell'isola, con gli interventi dell'ingegnere militare Camillo Camilliani.
In seguito a diversi interventi, l'edificio mutò l'aspetto in chiesa-fortezza. All'esterno, la costruzione si presenta infatti come un'architettura militare della metà del XVI secolo secondo i dettami della fortificazione alla moderna con confortevoli alloggi per i nobili e modeste stanze per la povera gente, di stalle, di un pozzo come abbeveratoio. Le commistioni architettoniche, di elementi sacri e profani, mostrano la sua evoluzione in una singolare sedimentazione di elementi: 
- militari: l'inusuale altezza rispetto al tessuto edilizio circostante, la torre a lancia munita di merli ghibellini o a coda di rondine, le mura spesse, la scarpa appena accennata fino al cornicione, la limitata presenza di finestre e aperture sulle pareti esterne, le feritoie, la caditoia, il guardaporta, gli archiponti, etc ...;
- religiosi: la cripta, le nicchie votive, il rosone, il campanile, etc ...;
- civili: lo scalone nobile (compreso nell'area dell'attuale zona museale), la meridiana, le maioliche decorative esterne e il pavimento dell'area presbiterale, i balconi, le terrazze, i giardini.

Nel 1526 l'intero complesso è beneficiato dalla munificenza dell'imperatore Carlo V d'Asburgo.

### Epoca borbonica
Elevato nel 1667 a chiesa sacramentale da monsignor Giuseppe Cigala, vescovo di Mazara, per l'assistenza dei pellegrini in pericolo di morte.
All'inizio del settecento iniziarono a comparire le prime case tutto intorno al Santuario. Alla fine dello stesso secolo, attorno alla chiesa esisteva già un piccolo nucleo di abitazioni.
Località a vocazione prevalentemente agricola - la pesca per le consistenti distanze marittime e terrestri non era ancora praticata e sviluppata - negli anni 1789 - 1791, fu sottoposta a censuazióne dei beni patrimoniali delle università del Regno, le terre censite furono affidate in enfiteusi, con l'obbligo per i beneficiari di stabilirsi nelle vicinanze. Le tre contrade in cui i giurati ericini avevano diviso il territorio - San Vito Lo Capo, Macari, Castelluzzo - divennero altrettanti borghi abitati.
Eretta a parrocchia nel 1854 da Vincenzo Ciccolo Rinaldi, prima della nuova diocesi, nel nascente paese di San Vito Lo Capo.
Nel tempo la cittadina ha accolto esploratori, viaggiatori e persino commissari governativi che, mossi da curiosità, interessi culturali o militari, misero a punto meticolose ed interessanti descrizioni sulla geografia dei luoghi visitati.

### Epoca contemporanea
- 15 giugno 1999 da Francesco Miccichè, vescovo di Trapani, il tempio fu elevato a chiesa arcipretale.[1]

L'esterno del Santuario è stato restaurato all'inizio del 1998.
Nel 2002, nel corso dei lavori di restauro, è ritornato alla luce un antichissimo battistero rurale.
Il primo maggio del 2003, venne celebrata la dedicazione del Santuario a seguito della sua riapertura.
Recentemente all'Arciprete Parroco del Santuario sono state affidate la Chiesa parrocchiale di Maria Santissima Immacolata di Castelluzzo e la Rettoria di San Giuseppe di Macari.

## Esterno
La facciata in pietra intagliata presenta un marcapiano che delimita la parete a scarpa dalla cortina. In posizione asimmetrica, lievemente spostato sulla destra, il portale d'ingresso. Varco sormontato da stemma, nicchia contenente la statuetta del martire, e da oculo - impropriamente rosone - delimitato da spessa cornice in conci. Ai lati due alte finestre - monofore, sull'angolo destro una cella campanaria aperta con pilastrini.

## Interno
Ampia navata unica con cappellone laterale.

### Braccio destro
- Cappella del Santissimo Crocifisso.
- Cappella di San Giuseppe e Gesù Fanciullo.

### Braccio sinistro
- Cappella di Sant'Anna e Maria Fanciulla.
- Cappella della Madonna di Custonaci.

### Parete est
- Cappella della Madonna di Custonaci.
- Cappella di San Vito Martire.
- Cappella del Santissimo Crocifisso.

### Cappella di San Vito Martire
L'ambiente occupa attualmente l'area centrale della parete orientale, quella posta a sinistra sull'asse mediano N - S, ovvero quella frontale per l'osservatore che varca l'ingresso di via Savoia. La Cappella di San Vito Martire è stata in seguito impreziosita da statue in stucco realizzate da Orazio Ferraro (1624 - 1628), il perfezionamento nelle forme attuali col rivestimento in marmi locali risale ad un intervento collocato intorno al 1780 circa.
Il vano, di forma rettangolare delimitato da balaustra a colonnine sulla parte anteriore, reca una spettacolare tribuna disposta sulla parete di fondo e su quelle laterali. Il manufatto con rivestimento marmoreo e statue in stucco, è ripartito su tre ordini con lunettone ogivale decorato in stucco raffigurante il Padre Eterno benedicente assiso su nembi e raggiera.
- 1) Nel primo ordine fanno ala tre scranni lignei per lato, al centro la mensa è delimitata da due nicchie che custodiscono le statuette policrome raffiguranti San Francesco (ha le stimmate) e un Santo guerriero.

- 2) Nel secondo ordine tre personaggi biblici per parete. I primi disposti in corrispondenza della balaustra collocati su mensoloni e compresi tra decorazioni a ricciolo, a seguire altri due collocati in fastose nicchie sormontate da cartigli e conchiglia nella calotta - allegoria del pellegrinaggio terreno - rispettivamente:

? su mensolone esterno, Santo Vescovo con mitria e croce a tre braccia, San Giovanni Battista, lato sinistro;
? su mensolone esterno, San Domenico di Guzmán, ?, lato destro. 
Al centro Santa Crescenzia, San Modesto e in posizione centrale la statua marmorea raffigurante San Vito Martire con sembianze da giovanetto, opera attribuita a Giacomo Gagini del 1587. Sullo scanello sono raffigurati episodi della sua vita, legati al soggiorno nella città del Capo. La particolare levigatura dei piedi è dovuta alla secolare usanza, da parte dei pellegrini, di baciare i piedi in segno di devozione, come riferisce Antonio Cordici, storico ericino.
- 3) Sul cornicione, alle pareti laterali, riquadri con altorilievi in stucco. Sormontano la nicchia centrale una stele intermedia tra timpano a ricciolo. Alle estremità in due manufatti è rappresentato l'episodio biblico dell'Annunciazione: la Vergine Annunciata a sinistra, l'Angelo Annunciante a destra.

Chiude la prospettiva in alto la figura dell'Onnipotente.

## Ipogeo
All'interno è ubicato un vano ipogeo di piccole dimensioni dove si trovavano anticamente due pozzi destinati al culto e a dissetare le carovane di pellegrini.

## Museo

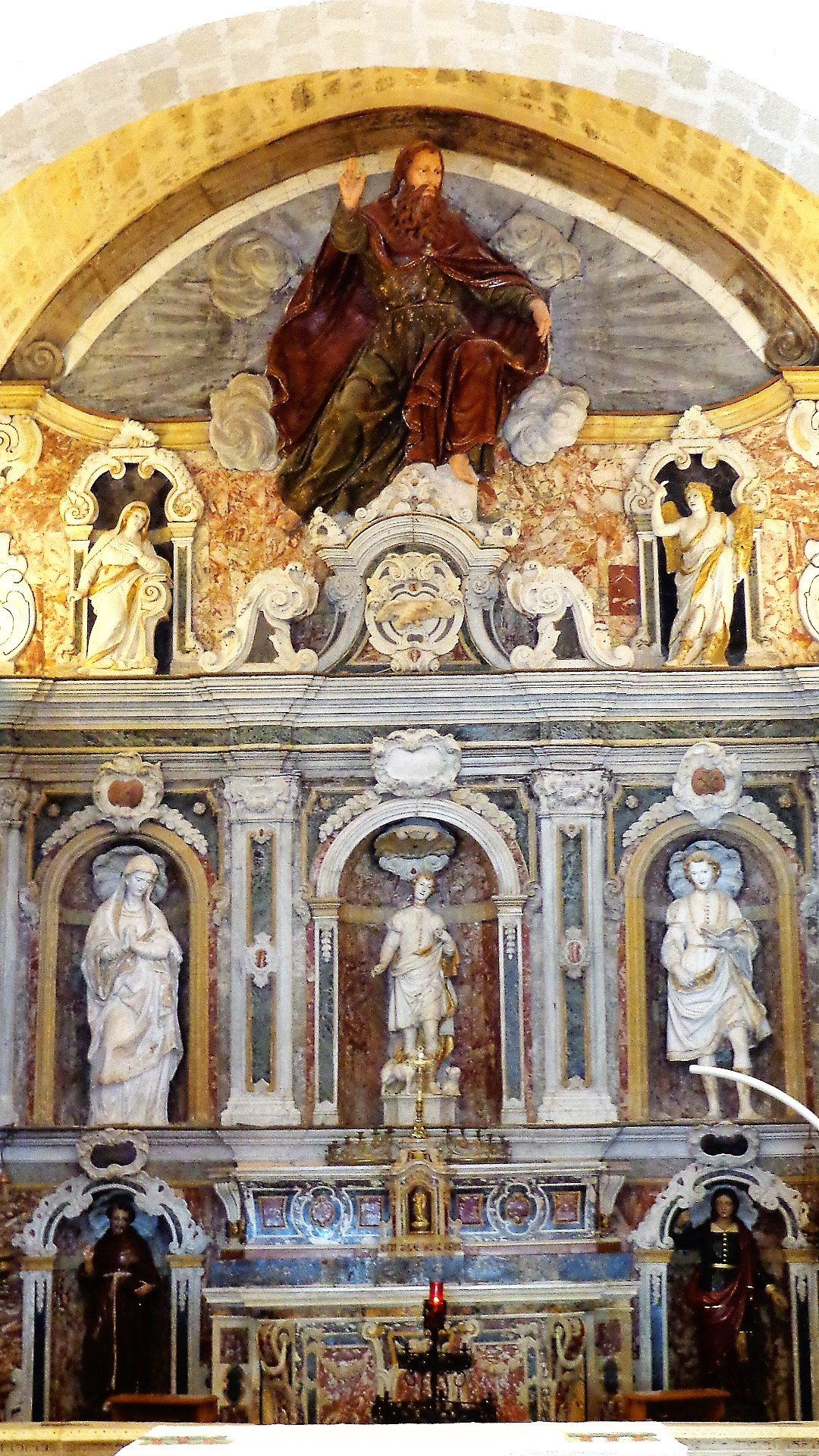
Cappellone.

Il piccolo museo comprende i seguenti ambienti che ospitano statue, litografie, tele, stampe oleografiche, oggetti devozionali e opere contemporanee: 
- Sala degli argenti: l'ambiente ospita una delle opere più importanti, la statua lignea raffigurante l'Immacolata del XV secolo. L'Immacolatella proviene dalla dismessa cappella della Tonnara.
  - 1713, Ostensorio, manufatto argenteo, dono di un patrizio milanese.
  - XVI secolo, Ecce Homo, scultura in stucco, manufatto realizzato da Orazio Ferraro, opera un tempo collocata sull'altare maggiore del Santuario.
- Sala dei parati: custodisce la casula seicentesca di velluto verde.
- Sala della devozione: l'ambiente raccoglie tutti gli ex voto dei fedeli portati in dono al Santo.
- Scalone nobile: mostra le pitture, alcune delle quali di arte contemporanea.
- Terrazzi con la Torre tagliavento.

## Arciprete
- Don Gaetano Costa